# Gobiosoma paradoxum
 Gobiosoma paradoxum és una espècie de peix de la família dels gòbids i de l'ordre dels cipriniformes que es troba des de Guaymas (Mèxic) fins a Guayaquil (Equador). També és present a la costa nord del Perú.